# Eleições distritais no Distrito Federal em 1954
As eleições distritais no Distrito Federal em 1954 ocorreram em 3 de outubro como parte das eleições gerais nessa unidade federativa, em 20 estados brasileiros e nos territórios federais do Acre, Amapá, Rondônia e Roraima. Neste dia os cariocas elegeram os senadores Caiado de Castro e Gilberto Marinho, além de 17 deputados federais e 50 vereadores.

## Resultado da eleição para senador
Segundo o Tribunal Superior Eleitoral foram apurados 1.169.935 votos nominais (84,11%), 211.046 votos em branco (15,17%) e 9.963 votos nulos (0,72%), resultando no comparecimento de 1.390.944 eleitores.
| Candidatos a senador da República | Candidatos a suplente de senador | Número | Partido/Coligação   | Votação | Percentual |
| --------------------------------- | -------------------------------- | ------ | ------------------- | ------- | ---------- |
| Caiado de Castro PTB              | Ver abaixo -                     | -      | PTB (sem coligação) | 331.704 | 28,35%     |
| Gilberto Marinho PSD              | Ver abaixo -                     | -      | PSD, PRT            | 260.463 | 22,26%     |
| Mozart Lago PSP                   | Ver abaixo -                     | -      | PSP (sem coligação) | 256.822 | 21,95%     |
| Hamilton Nogueira UDN             | Ver abaixo -                     | -      | UDN (sem coligação) | 250.931 | 21,45%     |
| João Mangabeira PSB               | Ver abaixo -                     | -      | PSB (sem coligação) | 70.015  | 5,99%      |
| Fontes:                           |                                  |        |                     |         |            |

## Resultado da eleição para suplente de senador
Segundo o Tribunal Superior Eleitoral foram apurados 263.304 votos nominais (18,93%), 1.121.850 votos em branco (80,65%) e 5.790 votos nulos (0,42%), resultando no comparecimento de 1.390.944 eleitores.
| Candidatos a senador da República | Candidatos a suplente de senador | Número | Partido/Coligação   | Votação | Percentual |
| --------------------------------- | -------------------------------- | ------ | ------------------- | ------- | ---------- |
| Ver acima -                       | Tetrazzini de Teffé PSP          | -      | PSP (sem coligação) | 120.633 | 45,82%     |
| Ver acima -                       | Luiz Pinheiro Paes Lima PTB      | -      | PTB (sem coligação) | 56.469  | 21,45%     |
| Ver acima -                       | José Fernando Carneiro UDN       | -      | UDN (sem coligação) | 40.903  | 15,53%     |
| Ver acima -                       | Moura Brasil PRT                 | -      | PSD, PRT            | 20.259  | 7,69%      |
| Ver acima -                       | Moacir Monteiro Neto PSD         | -      | PSD, PRT            | 14.689  | 5,58%      |
| Ver acima -                       | Hugo Lisboa Dourado PSB          | -      | PSB (sem coligação) | 10.351  | 3,93%      |
| Fontes:                           |                                  |        |                     |         |            |

## Deputados federais eleitos
São relacionados os candidatos eleitos com informações complementares da Câmara dos Deputados.

Representação eleita
  PTB: 6
  UDN: 5
  PSP: 2
  PSD: 2
  PRT: 1
  PR: 1

Fonteː
| Deputados federais eleitos | Partido | Votação | Percentual | Cidade onde nasceu | Unidade federativa |
| Carlos Lacerda             | UDN     | 159.707 |            | Rio de Janeiro     | Rio de Janeiro     |
| Lutero Vargas              | PTB     | 120.913 |            | São Borja          | Rio Grande do Sul  |
| Bruzzi de Mendonça         | PRT     | 45.137  |            | Rio de Janeiro     | Rio de Janeiro     |
| Benjamin Farah             | PSP     | 15.471  |            | Corumbá            | Mato Grosso do Sul |
| Lopo Coelho                | PSD     | 13.546  |            | Uruguaiana         | Rio Grande do Sul  |
| Cardoso de Menezes         | PSD     | 12.264  |            | Campinas           | São Paulo          |
| Chagas Freitas             | PSP     | 11.250  |            | Rio de Janeiro     | Rio de Janeiro     |
| João Machado               | PTB     | 10.315  |            | Rio de Janeiro     | Rio de Janeiro     |
| Rubens Berardo             | PTB     | 10.271  |            | Recife             | Pernambuco         |
| Odilon Braga               | UDN     | 8.960   |            | Guarani            | Minas Gerais       |
| Mário Martins              | UDN     | 6.993   |            | Petrópolis         | Rio de Janeiro     |
| Adauto Lúcio Cardoso       | UDN     | 6.401   |            | Curvelo            | Minas Gerais       |
| Danton Coelho              | PTB     | 6.370   |            | Porto Alegre       | Rio Grande do Sul  |
| Frota Aguiar               | UDN     | 5.926   |            | Camocim            | Ceará              |
| Gurgel do Amaral           | PR      | 5.198   |            | Rio de Janeiro     | Rio de Janeiro     |
| Sérgio Magalhães           | PTB     | 5.128   |            | Recife             | Pernambuco         |
| Georges Galvão             | PTB     | 4.829   |            | Rio de Janeiro     | Rio de Janeiro     |
| Fontes:                    |         |         |            |                    |                    |

## Vereadores eleitos
| Relação dos vereadores eleitos    | Partido | Votação | Percentual | Cidade onde nasceu | Unidade federativa |
| Raul Brunini                      | UDN     | 27.034  |            | Rio Claro          | São Paulo          |
| Alcides Miguel de Oliveira        | PR      | 22.940  |            |                    |                    |
| Gladstone Chaves de Melo          | UDN     | 11.115  |            | Campanha           | Minas Gerais       |
| Lígia Bastos                      | UDN     | 11.069  |            | Rio de Janeiro     | Rio de Janeiro     |
| José Cândido de Souza             | UDN     | 9.497   |            |                    |                    |
| Luiz Pinheiro Paes Leme           | PTB     | 8.207   |            |                    |                    |
| Levi Miranda Neves                | PSD     | 5.603   |            |                    |                    |
| Sagramor de Scuvero Martins       | PTB     | 5.603   |            |                    |                    |
| Celso de Souza Santos Lisboa      | PTB     | 5.179   |            |                    |                    |
| José Romero                       | PTB     | 4.931   |            | Rio de Janeiro     | Rio de Janeiro     |
| Geraldo Moreira                   | PTB     | 4.922   |            |                    |                    |
| Odilon Braga                      | PTB     | 4.913   |            |                    |                    |
| Milton de Castro Menezes          | PTB     | 4.609   |            |                    |                    |
| Salomão Hassem Handam Filho       | PTB     | 4.419   |            |                    |                    |
| Gentil Otávio de Castro           | PTB     | 4.071   |            |                    |                    |
| Álvaro Tolentino Borges Dias      | PSD     | 4.035   |            |                    |                    |
| Gonzaga da Gama                   | PSD     | 3.980   |            | Rio de Janeiro     | Rio de Janeiro     |
| Ari de Almeida Costa              | PSD     | 3.758   |            |                    |                    |
| Edgard de Carvalho                | PSP     | 3.590   |            |                    |                    |
| Manoel Blaques Olmedo             | PSP     | 3.511   |            |                    |                    |
| Hugo Ramos                        | PSD     | 3.491   |            | Florianópolis      | Santa Catarina     |
| Sandra Cavalcanti                 | UDN     | 3.474   |            | Belém              | Pará               |
| Arqulbalde Índio do Brasil Ferraz | PSP     | 3.462   |            |                    |                    |
| Antônio Mourão Vieira Filho       | PSP     | 3.444   |            |                    |                    |
| Raimundo Magalhães Júnior         | PSB     | 3.325   |            |                    |                    |
| Telêmaco Maia                     | PSP     | 3.279   |            |                    |                    |
| Joaquim Couto de Souza            | PSD     | 3.189   |            |                    |                    |
| Miécimo da Silva                  | PSP     | 3.154   |            |                    |                    |
| Arnaldo Nogueira                  | UDN     | 3.050   |            | Franca             | São Paulo          |
| Frederico Trotta                  | PSD     | 2.976   |            | Rio de Janeiro     | Rio de Janeiro     |
| Domingos Dangelo                  | UDN     | 2.845   |            |                    |                    |
| Isaac Izicksohn                   | PSB     | 2.810   |            |                    |                    |
| Dulce Pinto de Magalhães          | PDC     | 2.694   |            |                    |                    |
| Aníbal Espinheira                 | UDN     | 2.559   |            |                    |                    |
| Indalécio de Araujo Iglesias      | PDC     | 2.544   |            |                    |                    |
| Mário Luiz Piragibe               | PR      | 2.449   |            |                    |                    |
| Manoel da Silva Júnior            | PDC     | 2.282   |            |                    |                    |
| Alberto Bittencourt Cotrim Neto   | PRP     | 2.252   |            |                    |                    |
| João de Freitas Ferreira          | PTN     | 2.206   |            |                    |                    |
| José Augusto Bretas               | PR      | 2.076   |            |                    |                    |
| Wilson Leite Passos               | UDN     | 1.868   |            |                    |                    |
| José Machado Wanderley            | PST     | 1.836   |            |                    |                    |
| Nilo Romero                       | PR      | 1.810   |            |                    |                    |
| Hélio Luiz Walcacer               | PR      | 1.789   |            |                    |                    |
| Alexandrino Mendes Soares         | PTN     | 1.685   |            |                    |                    |
| Waldemar Viana de Carvalho        | PRT     | 1.684   |            |                    |                    |
| Pedro Faria                       | PST     | 1.678   |            | Rio de Janeiro     | Rio de Janeiro     |
| Cipriano Fernandes Lima           | PL      | 1.339   |            |                    |                    |
| Francisco Durso                   | PRT     | 1.223   |            |                    |                    |
| Raul Gomes Pereira                | PL      | 959     |            |                    |                    |
| Fontes:                           |         |         |            |                    |                    |